# فرناند بوویسون
فرناند بوویسون (فرانسوی: Fernand Bouisson‎؛ ۱۶ ژوئن ۱۸۷۴ – ۲۸ دسامبر ۱۹۵۹) سیاستمدار اهل فرانسه بود.